# Prozorro
Prozorro, раніше ProZorro (укр. Прозоро — відкрито) — електронна система публічних закупівель, де державні та комунальні замовники оголошують тендери на закупівлю товарів, робіт і послуг, а представники бізнесу змагаються на торгах за можливість стати постачальником держави.
Сфера публічних закупівель регулюється Законом України «Про публічні закупівлі», а головним нормотворчим органом у цій сфері є Департамент сфери публічних закупівель, який входить до складу Міністерства розвитку економіки, торгівлі та сільського господарства України ДП «Прозорро» разом з електронною системою Prozorro належать державі Україна та підпорядковуються Кабінету Міністрів України.
З 1 квітня 2016 року система Prozorro є обов'язковою для центральних органів влади та монополістів, а з 1 серпня — для всіх інших державних замовників.

## Історія
Під час Революції Гідності команда волонтерів поставила собі за мету реформувати сферу державних закупівель та зробити її прозорою. У результаті з'явилася неформальна група активістів на чолі з Олександром Стародубцевим, яка задалась ціллю напрацювати варіанти швидкої реформи системи закупівель та втілити один з них.
Щоб активізувати реформу на державному рівні, тодішній міністр економіки Павло Шеремета в травні 2014 року ініціював робочу групу з реформування державних закупівель при Міністерстві економічного розвитку й торгівлі (зараз — Міністерство розвитку економіки, торгівлі та сільського господарства України), куди увійшла частина активістів. Серед них — Олександр Кучеренко, Олександр Стародубцев, Лілія Лахтіонова, Тетяна Мішта, Наталія Шимко. Ще одним напрямом була розробка законопроєкту щодо електронних закупівель експертами та народними депутатами. Однак наприкінці серпня 2014 року Павло Шеремета подав у відставку. Стартувала передвиборча кампанія, і законопроєкт про держзакупівлі відійшов на другий план.
Новий імпульс проєкту задав Дмитро Шимків, заступник глави Адміністрації Президента України. Він запропонував розпочати проєкт на базі допорогових закупівель, для яких додаткове регулювання було не потрібно. Цей підхід ліг в основу пілота, а його базові принципи були закріплені Меморандумом, який був підписаний 9 вересня 2014 року в інформаційному агентстві «Укрінформі».
Електронну систему Prozorro розробили за кошт міжнародних донорів та українського бізнесу. Сума вкладень у розробку системи Prozorro від шести електронних майданчиків (SmartTender, NewTend [Архівовано 19 квітня 2021 у Wayback Machine.], E-Tender, Держзакупівлі.онлайн [Архівовано 7 березня 2021 у Wayback Machine.], Zakupki.Prom.ua [Архівовано 4 березня 2021 у Wayback Machine.], Public Bid [Архівовано 21 січня 2022 у Wayback Machine.]) становила 35 000 $. Подальшу розробку й менеджерську підтримку фінансувала ГО «Трансперенсі Інтернешнл Україна» в співпраці з міжнародними донорськими організаціями. А розробкою системи займалася львівська IT-компанія Quintagroup [Архівовано 5 березня 2021 у Wayback Machine.] на чолі з Мирославом Опирем.
12 лютого 2015 року була офіційно представлена та запущена нова ІТ-система. А з прийняттям закону «Про публічні закупівлі» в грудні 2015 року система Prozorro була передана на баланс держпідприємства «Зовнішторгвидав». Згодом його перейменували ДП «Прозорро». Сама система та авторські права на систему Prozorro «передані народу України (державі)» згідно з меморандумом.
Знак для товарів і послуг «prozorro» зареєстрований за ДП «Прозорро» з 2016 року, а «prozorro продажі» («prozorro sale») — за ГО «Трансперенсі Інтернешнл Україна» з 2019 року.

## Принципи

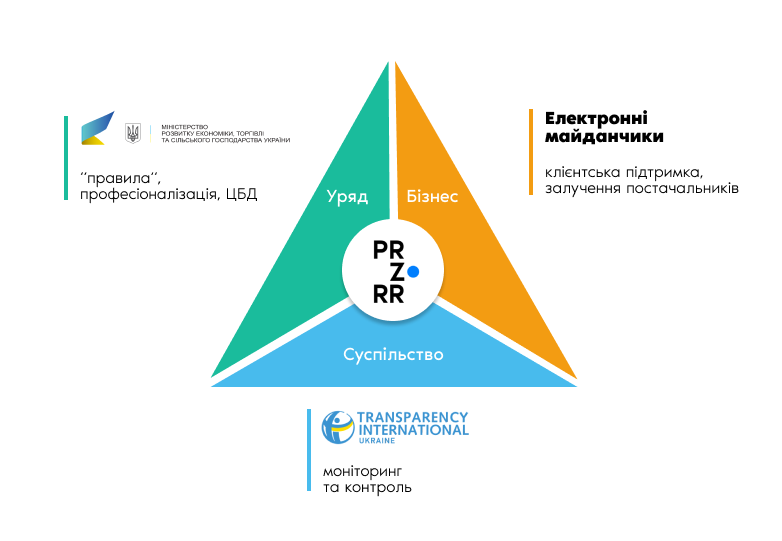
Золотий трикутник партнерства: влада, громадськість та бізнес

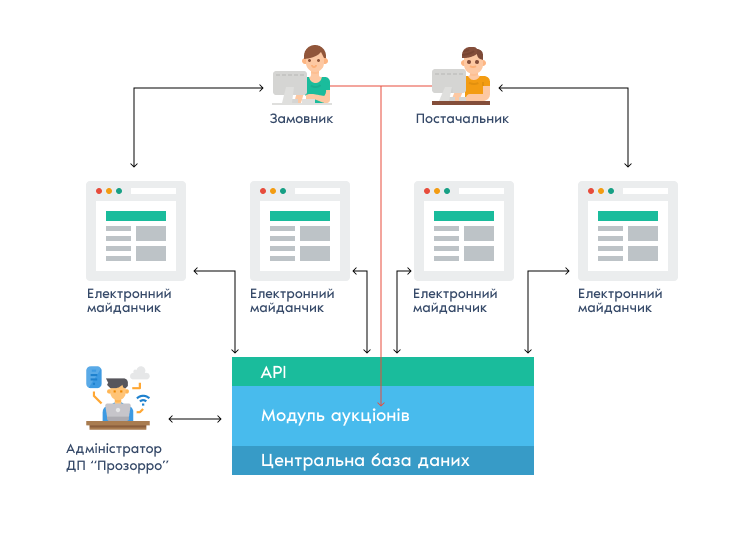
Гібридна електронна система

Філософія Prozorro складається з трьох основних компонентів:
- Усі бачать усе. На порталі Prozorro видно весь процес закупівель: від оголошення до переможців.
- Конкуренція понад усе. Публічні закупівлі вперше стали конкурентним ринком саме завдяки системі Prozorro. Що більше учасників на торгах, то більша конкуренція і відтак — економія коштів платників податків.
- Золотий трикутник партнерства. Prozorro об'єднує і враховує інтереси держави, бізнесу та громадянського суспільства.[10]

## Майданчики Prozorro
Prozorro — це адміністратор бази даних та модулю аукціонів. До них підключені електронні майданчики, через які, своєю чергою, підключаються замовники та постачальники. Інформація про торги ідентична й доступна на усіх електронних майданчиках та на порталі Prozorro [Архівовано 22 жовтня 2016 у Wayback Machine.]. Щоби бізнесу взяти участь у закупівлі, треба зареєструватися на майданчику та подати свою пропозицію на торги.
Станом на лютий 2021 року в системі є 13 акредитованих майданчиків для допорогових та надпорогових типів закупівель:
1. zakupki.prom.ua
2. smarttender.biz
3. e-tender.ua
4. playtender.com.ua
5. izi.trade
6. uub.com.ua
7. dzo.com.ua
8. public-bid.com.ua
9. zakupki.com.ua
10. gov.auction
11. zakupivli24.pb.ua
12. newtend.com
13. tender-online.com.ua

На відключенні (не надали атестат про наявність комплексної системи захисту інформації — КСЗІ):
1. accept-online.com.ua
2. open-tender.com.ua
3. tenders.all.biz

## Закон України «Про публічні закупівлі»
25 грудня 2015 року Верховна Рада прийняла Закон України «Про публічні закупівлі». За законом, 1 квітня 2016 року система Prozorro стала обов'язковою для центральних органів влади та монополістів, а 1 серпня 2016 року — для решти державних замовників.
Законом України «Про публічні закупівлі» передбачається:
- Запровадження електронного аукціону, який передбачає автоматичну оцінку тендерних пропозицій;
- Поява нових понять: «авторизований електронний майданчик», «електронна система закупівель», «централізована закупівельна організація», «система хмарних обчислень»;
- Замість 5 процедур залишити 3 (відкриті торги, конкурентний діалог, переговорна процедура);
- Зміна термінології, зокрема: замість терміну «державна закупівля» вводиться термін «публічна закупівля»; замість термінів «конкурс», «документація конкурсних торгів», «пропозиція конкурсних торгів», «комітет з конкурсних торгів» вводяться поняття «тендер», «тендерна документація», «тендерна пропозиція», «тендерний комітет».[15]

19 квітня 2020 року набула чинності нова редакція Закону «Про публічні закупівлі».
Основні зміни:
- Поріг для обов'язкового проведення закупівель через Prozorro знизився з 200 до 50 тисяч гривень.
- Посилення відповідальності за грубі порушення тендерного законодавства.
- Бізнес може виправити несуттєві помилки в тендерній пропозиції протягом 24 годин.
- Вдосконалився механізм оскарження тендерних процедур в Антимонопольному комітеті України — тепер Учасник може оскаржити скасування Замовником закупівлі, а вартість плати за оскарження залежатиме від очікуваної вартості процедури закупівлі.
- Запрацювала альтернатива для невеликих допорогових закупівель — державний маркетплейс Prozorro Market.[17]
- Розпочалася трансформація самого процесу закупівель — тендерні комітети відходять у минуле, замість них приходять уповноважені особи: окрема позиція, яка оплачується.[18]

## Очікувані переваги
- Викорінення і системне запобігання корупції
- Прозорість всього тендерного процесу
- Неприпустимість дискримінації заявок
- Об'єктивна оцінка тендерних заявок
- Простота і легкість застосування тендерних процедур
- Перехід на електронний документообіг
- Повна звітність і аналіз всіх державних закупівель
- Відкриті процедури прийняття рішень
- Широке залучення громадськості
- Приватні електронні майданчики[19]

## Визнання
- Міжнародна премія у сфері публічних закупівель Public Sector Procurement Award 2016 за створення і впровадження електронної системи з унікальною архітектурою.[20]
- Міжнародна нагорода World Procurement Awards 2016 [Архівовано 1 березня 2021 у Wayback Machine.] за найкраще рішення в публічному секторі.[21]
- Премія Open Government Awards 2016 [Архівовано 27 січня 2021 у Wayback Machine.] за найкращу систему електронних закупівель (Париж).[22]
- Премія у сфері комунікацій C4F Davos Awards 2017 — номінація «Довіра майбутнього» (англ. «Trust of the Future»).[23]
- Нагорода Fair Sourcing Awards (FSA) 2017 [Архівовано 7 березня 2021 у Wayback Machine.] у номінації «Майстер» — за найкращу систему закупівель у світі.[24]
- Шортліст World Procurement Award 2017 [Архівовано 19 січня 2021 у Wayback Machine.] у номінаціях «Премія за трансформацію» (англ. «Transformation award»).[25]
- Global Public Service Teams of the Year 2019 [Архівовано 27 лютого 2021 у Wayback Machine.] від глобальної навчальної платформи для урядів усього світу Apolitical — у категорії «Doing More with Less».[26]
- European Bank for Reconstruction and Development [Архівовано 10 березня 2021 у Wayback Machine.] назвав Прозорро рекомендованою моделлю для реформи закупівель (англ. Recommended model for e-Procurement reform).[27]
- Prozorro обрали прикладом для навчання Open Contracting Partnership [Архівовано 26 лютого 2021 у Wayback Machine.] (is a showcase & learning project).[28]
- Шортліст The World Commerce & Contracting Innovation and Excellence Awards 2020 [Архівовано 4 березня 2021 у Wayback Machine.]. Номінація — «Інновації в умовах кризи» (англ. «Innovation in Crisis Award»).[29]
- Перше місце в Рейтингу прозорості публічних закупівель Transparent Public Procurement Rating 2020 [Архівовано 29 січня 2021 у Wayback Machine.] (97,05 балів зі 100 можливих).[30]

## Показники
Завдяки електронним торгам на Prozorro в 2020 році державі вдалося заощадити 43,5 млрд грн. Це на 43 % більше, ніж роком раніше: за аналогічний період 2019 року було зекономлено 30,5 млрд. При цьому очікувана вартість цих закупівель зросла лише на 19 % (з 698 до 830 млрд грн).
Загалом же за чотири роки існування Prozorro система заощадила держбюджету України 150 млрд грн.
Відповідно до звіту Prozorro за 2018 р. в загальній кількості тендерів від держзамовників — 1,1 млн, найбільша частка припадає на будівельні роботи — 146 тис. тендерів. Крім того, будівельні роботи та поточний ремонт продемонстрували найбільшу суму різниці в абсолютному еквіваленті, яка склала 7,6 млрд грн (згідно звіту по публічних закупівлях Мінекономіки за 2018 рік). Найдорожчими договорами, укладеними з іноземними учасниками, також стали договори на будівельні роботи та поточний ремонт — 20 млрд грн.